# Justyna Kaczkowska
Justyna Kaczkowska (ur. 7 października 1997 w Jaworzu) – polska kolarka torowa, olimpijka z Rio de Janeiro 2016, mistrzyni Europy (2015) i mistrzyni świata (2015) juniorek oraz młodzieżowa mistrzyni Europy (2016) w wyścigu indywidualnym na dochodzenie. Pięciokrotna medalistka mistrzostw Europy elity. Zdobywczyni Pucharu Świata w konkurencji wyścigu indywidualnego na dochodzenie (edycja 2017/2018).

## Kariera sportowa
Jej ojciec, Artur Kaczkowski również uprawiał kolarstwo, dziadek, Wacław Pawłowski był nauczycielem wychowania fizycznego w Bielsku-Białej.
Początkowo uprawiała siatkówkę, kolarstwo zaczęła trenować w 2013. Była zawodniczką Uczniowskiego Klubu Sportowego Gimnazjum Twoja Merida Imielin, następnie, do grudnia 2017 UKKS Imielin Team Corratec. Jej pierwszym trenerem był jej ojciec, następnie prowadził ją w klubie Piotr Szafarczyk. Od 2018 była zawodniczką grupy MAT Atom Deweloper
Pierwszy sukces międzynarodowy odniosła w 2014, zdobywając w wyścigu drużynowym na dochodzenie wicemistrzostwo Europy Juniorów (z Natalią Radzicką, Nikol Płosaj i Darią Pikulik. W 2015 została mistrzynią świata juniorek i mistrzynią Europy juniorek w wyścigu indywidualnym na dochodzenie. Ponadto zdobyła też srebrny medal mistrzostw świata juniorek w scratchu i srebrny medal mistrzostw Europy juniorek w wyścigu drużynowym na dochodzenie (z Darią Pikulik, Nikolą Różyńska i Weroniką Humelt). W 2016 rozpoczęła starty seniorskie. Na mistrzostwach świata zajęła 7. miejsce w wyścigu drużynowym na dochodzenie, podczas igrzysk olimpijskich w Rio de Janeiro w tej samej konkurencji zajęła 8. miejsce, a na mistrzostwach Europy zdobyła srebrne medale zarówno w wyścigu indywidualnym na dochodzenie, jak i wyścigu drużynowym na dochodzenie (z Nikol Płosaj, Darią Pikulik, Łucją Pietrzak i Katarzyną Pawłowską). Również w 2016 została ponadto młodzieżową mistrzynią Europy w wyścigu indywidualnym na dochodzenie, a w wyścigu drużynowym na dochodzenie zdobyła brązowy medal (z Łucją Pietrzak, Moniką Graczewską i Darią Pikulik.
Na mistrzostwach świata seniorek w 2017 zajęła 8. miejsce w wyścigu drużynowym na dochodzenie, 11. miejsce w wyścigu indywidualnym na dochodzenie i 19. miejsce w scratchu. W tym samym roku została też młodzieżową mistrzynią Europy w wyścigu indywidualnym na dochodzenie i młodzieżową wicemistrzynią Europy w wyścigu drużynowym na dochodzenie (z Nikol Płosaj, Weroniką Humelt i Wiktorią Pikulik), a na mistrzostwach Europy seniorek zdobyła srebrny medal w wyścigu indywidualnym na dochodzenie i brązowy medal w wyścigu drużynowym na dochodzenie (z Nikol Płosaj, Darią Pikulik i Katarzyną Pawłowską). Na mistrzostwach świata seniorek w 2018 zajęła 8. miejsce w wyścigu drużynowym na dochodzenie, 5. miejsce w wyścigu indywidualnym na dochodzenie i 13. miejsce w scratchu, na mistrzostwach Europy seniorek w tym samym roku zdobyła srebrny medal w wyścigu indywidualnym na dochodzenie (w wyścigu drużynowym Polki zajęły 4. miejsce). Podczas mistrzostw świata seniorek w 2019 zajęła 13. miejsce w wyścigu drużynowym na dochodzenie i 9. miejsce w wyścigu indywidualnym na dochodzenie, a podczas igrzysk europejskich wywalczyła brązowy medal w wyścigu drużynowym na dochodzenie (z Katarzyną Pawłowską, Nikol Płosaj i Karoliną Karasiewicz). Ponadto na mistrzostwach Europy seniorek w 2019 zajęła 6. miejsce w wyścigu drużynowym na dochodzenie. W tym samym roku wystąpiła także na Światowych Wojskowych Igrzyskach Sportowych, zdobywając srebrny medal drużynowo w wyścigu szosowym ze startu wspólnego (z Katarzyną Pawłowską, Edytą Jasińską i Agnieszką Skalniak). 
W wyścigu indywidualnym na dochodzenie wygrała końcową klasyfikację Pucharu Świata edycji 2017/2018. Sukces odniosła wygrywając jedyne zawody w tej konkurencji (rozegrano ją jeden raz podczas pięciu kolejnych rund).
Na mistrzostwach Polski seniorek zdobyła dziesięć medali, w tym trzy złote medale w wyścigu indywidualnym na dochodzenie (2017, 2018, 2019), złoty (2019), srebrny (2017) i brązowy (2018) medal w madisonie, srebrny medal w scratchu (2017), dwa srebrne medale w wyścigu drużynowym na dochodzenie (2018, 2019), brązowy medal w omnium sprinterskim (2015). 
Jej ostatnimi zawodami na arenie międzynarodowej była I runda Pucharu Świata edycji 2019/2020 - 1 listopada 2019 w Mińsku. W 2020 nie przystąpiła już do rywalizacji sportowej (brak jej było także w składzie grupy MAT Atom Deweloper ogłoszonym pod koniec listopada 2019)